# Walther Funk
Walther Immanuel Funk (18. srpna 1890 Trakehnen – 31. května 1960 Düsseldorf) byl německý ministr hospodářství v letech 1938–1945, který byl následně odsouzen Mezinárodním vojenským tribunálem k doživotnímu vězení za zločiny proti lidskosti a za válečné zločiny v rámci Norimberského procesu s hlavním představitelem nacistického Německa.

## Život
Funk se narodil v rodině obchodníka ve Východním Prusku. Jeho otec byl podnikatel Walther Funk starší a jeho matka Sophie (rozená Urbschatová). Funk studoval zákony, ekonomiku a filosofii na berlínské a lipské univerzitě. V období první světové války narukoval k pěšímu pluku, ale v roce 1916 byl ze zdravotních důvodů vyřazen. V roce 1922 se oženil s Luisou Schmidtovou-Siebenovou. Následně pracoval jako novinář a stal se editorem v Berliner Börsenzeitung.
Funk byl anti-marxista. V roce 1931 odešel z novin a vstoupil do NSDAP. Částečně kvůli svému zájmu o hospodářskou politiku byl v červenci 1932 zvolen do Reichstagu. Díky dobrému vztahu s průmyslníky se postupem času stal ekonomickým poradcem Adolfa Hitlera. Poté, co se NSDAP chopila moci, byl Funk jmenován tiskovým šéfem říšské vlády. V roce 1938, po odstoupení Hjalmara Schachta z pozice říšského ministra hospodářství, nastoupil na jeho místo. O rok později byl jmenován prezidentem říšské banky.
V Norimberském procesu byl souzen za zločiny proti lidskosti a za válečné zločiny. Soudem byl shledán vinným a byl odsouzen k doživotnímu trestu odnětí svobody. Avšak z důvodu nemoci byl roku 1957 propuštěn a v roce 1960 zemřel v Düsseldorfu, kde je i pohřben.